# Мисен
Мисен (њем. Müssen) општина је у њемачкој савезној држави Шлезвиг-Холштајн. Једно је од 131 општинског средишта округа Херцогтум Лауенбург. Према процјени из 2010. у општини је живјело 951 становника. Посједује регионалну шифру (AGS) 1053092.

## Географски и демографски подаци
Мисен се налази у савезној држави Шлезвиг-Холштајн у округу Херцогтум Лауенбург. Општина се налази на надморској висини од 28 метара. Површина општине износи 11,5 km². У самом мјесту је, према процјени из 2010. године, живјело 951 становника. Просјечна густина становништва износи 83 становника/km².